# 1578年
| 千纪： | 2千纪 |
| 世纪： | 15世纪 \| 16世纪 \| 17世纪                                                                                 |
| 年代： | 1540年代 \| 1550年代 \| 1560年代 \| 1570年代 \| 1580年代 \| 1590年代 \| 1600年代                           |
| 年份： | 1573年 \| 1574年 \| 1575年 \| 1576年 \| 1577年 \| 1578年 \| 1579年 \| 1580年 \| 1581年 \| 1582年 \| 1583年 |
| 纪年： | 戊寅年（虎年）；明万历六年；越南莫朝崇康十一年，延成元年，后黎朝光興元年；日本天正六年                     |

## 大事记
- 李時珍撰成《本草綱目》。
- 蒙古俺答汗贈給格魯派的哲蚌寺寺主索南嘉措以“聖識一切瓦齊爾達喇達賴喇嘛”的尊號，此後藏傳佛教風靡全蒙古。
- 英國私掠船長法蘭西斯·德瑞克發現合恩角和德瑞克海峽。
- 鄂圖曼土耳其入侵班加西。
- 里見義弘去世，因其生前曾表示將安房國交給弟弟里見義賴，上總國交給嫡子里見義重（梅王丸），導致里見氏的內爭，里見義賴得到北條氏政的援助繼承了里見氏的所有領土。
- 年3月，羽柴秀吉對別所長治發動三木合戰。
- 4月18日——毛利輝元發動上月城之戰，令吉川元春、小早川隆景、宇喜多忠家、村上水軍包圍上月城。
- 4月19日——上杉謙信於征伐越中時在春日山城逝世，上杉景勝與上杉景虎因爭奪家督繼承權而展開內戰，因上杉景虎進駐春日山城下的「御館」（上杉憲政的官邸），與佔據春日山城本丸與金庫的上杉景勝對峙，故稱為御館之亂。
- 7月3日——播磨國上月城的尼子氏殘黨向毛利氏投降，尼子勝久、尼子氏久、尼子通久和勝久的嫡男尼子豐若丸等人自刃，山中幸盛（鹿介）被俘，在備中國遭到殺害。
- 7月——原歸屬織田信長的荒木村重叛變，有岡城之戰爆發。
- 8月4日——葡萄牙与萨阿德王朝、奥斯曼在摩洛哥凱比爾堡爆发三王战役，萨阿德王朝胜利，葡萄牙國王塞巴斯蒂昂於撤退時溺斃，由於塞巴斯蒂昂沒有子嗣，被迫由已出家的叔祖父恩里克一世還俗繼位，成為葡萄牙帝國由盛轉衰的轉捩點。
- 10月，織田氏齋藤長龍在越中國月岡野之戰擊敗了上杉氏將領河田長親，順利佔領越中國部份地區，神保長住奪回神保氏的富山城，更向東面進發攻陷新庄城、松倉城等。。
- 10月，織田氏重臣荒木村重突然在有岡城舉兵叛變，讓毛利氏可以通過海路由攝津的花隈城、丹生山城對三木城進行補給。
- 11月10日——耳川之戰，島津氏擊敗大友氏。
- 12月8日——第二次木津川口之戰，織田水軍以安宅船戰勝毛利軍，毛利氏喪失大阪灣制海權，以致對石山本願寺的援助被迫停滯。

## 出生
- 日期不明——沈德符，中國明朝文學家，（1642年逝世）
- 4月1日——威廉·哈维，英國生理學家，（1657年逝世）
- 日期不明——马之骏，中國明朝作家。（1617年逝世）

## 逝世
- 4月19日——上杉謙信，日本著名武將（1530年出生）
- 8月4日——塞巴斯蒂昂，第十六任國王，若昂三世之孫。若昂王子和查理五世之女胡安娜的独子。
- 日本安房國的戰國大名，里見氏的當主，里見義弘長子。
- 11月10日——齋藤鎮實、田北鎮周、佐伯惟教、角隈石宗。